# Dermocystidium
A Dermocystidium cisztaképző halparazita eukarióták nemzetsége az Ichthyosporea kládban, a dermocystidiosis okozója.

## Történet
A nemzetséget 1907-ben írta le Pérez. Korábban parazita gombanemzetségnek, a ma a sárgásmoszatok közé sorolt Thraustochytrida és Labyrinthulida rokonának tekintették, minthogy korábban gombaazonosításra használt festésekkel, például Grocott-meténamin-ezüsttel és perjódsavas Schiff-festéssel kimutathatónak bizonyultak spórái, mások azonban a Sporozoa (= Apicomplexa) közé sorolták.
Ragan, Goggin és Cawthorn a korábban ismeretlen helyzetű halparazitákból álló „DRIP klád” (ma Ichthyosporea) tagjaként mutatták ki, mely az Opisthokonta Holozoa kládjában lévő nem állati paraziták, melyet Ichthyosporeának, majd az ezzel szinonim Mesomycetozoának neveztek el. Több később leírt rák- (D. daphniaie) és puhatestű-parazita (D. marinum) később baktériumnak, illetve Alveolata-fajnak bizonyult: Sayre, Gherna és Wergin a D. daphniaet a Pasteuria ramosa Metchnikoff 1888 fajjal azonosnak mutatták ki, míg a D. marinumot Levine Perkinsus marinusra nevezte át.
A békaparazita D. ranaet 2003-ban Amphibiocystidium ranae névre nevezték át.

## Fajok
- Dermocystidium aegyptiacus El-Mansy 2008
- Dermocystidium anguillae Spangenberg 1975 – angolna-kopoltyúparazita
- Dermocystidium branchialis Léger 1914[8] – Salmonidae-kopoltyúparazita
- Dermocystidium cochliopodii Valkanov 1967[8]
- Dermocystidium cyprini Červinka et Lom 1974[8] – Cyprinus-kopoltyúparazita[9]
- Dermocystidium erschowii Garkavi, Denisov & Afanas'ev 1980– a skin parasite of carp
- Dermocystidium fennicum Pekkarinen et al. 2003– a skin parasite of perch [10]
- Dermocystidium gasterostei Elkan 1962[8] – pikófélék parazitája[11]
- Dermocystidium granulosum Sterba et Naumann 1970[8]
- Dermocystidium guyenotii Thélin 1955[8]
- Dermocystidium koi Hoshina et Sahara 1950[8] – Cyprinus-bőrparazita
- Dermocystidium kwangtungensis [12]
- Dermocystidium macrophagi van de Moer, Manier et Bouix 1988
- Dermocystidium nemachili [8]
- Dermocystidium penneri (Jay et Pohley 1981) Borteiro et al. 2018
- Dermocystidium percae Reichenbach-Klinke 1950[8] – sügér-bőrparazitaref name=percae/>
- Dermocystidium pusulum (Pérez 1907) Pérez 1908[8]
- Dermocystidium salmonis [8] – lazacparazita
- Dermocystidium sinensis [12]
- Dermocystidium sinipercae[13] – Siniperca chuatsi-parazita
- Dermocystidium vejdovskyi Jírovec 1939[8] – Esox-parazita

## Morfológia
Zoospórái 1 hátulsó ostorral rendelkeznek; cristái laposak. Parazita életszakaszai gömbölyű fenotípust mutatnak 2–20 μm-es endospórákkal, melyek kiszabadulva érett sejtekké válnak életciklusuk folytatásához használt endospórákkal.
Átmeneti zónája I-es típusú, átmeneti lemezéhez közeli amorf anyaggal dublettjei közelében. Sima centrióluma erre merőleges, rizoplasztja sávos, és egyes gombákhoz hasonlóan a centriólumokat összeköti a sejtmaggal.

## Életciklus
Életciklusa szabadon élő fertőző szakaszból (zoospóra), nagy központi vakuólummal rendelkező sejttársulásos és parazita egymagvú szakaszból áll. A sejttársulásból válaszfalak kialakulásával magcsoportok alakulnak ki, majd egymagvú és kis vakuólummal rendelkező amőbák keletkeznek, vagy magából a sejttársulásból keletkeznek egymagvú sejtek, melyek vissza- vagy zoospórává alakulhatnak.
A D. percae sejttársulásos életszakaszát kondenzált sejtmagvú állapot követi, mely később több egymagvú sejtté osztódik.

## Ökológia
Prevalenciája gazdafajonként jelentősen eltér: leggyakoribb vörös lazacban. Évszakonkénti periodicitást mutat elterjedése: tavasszal és nyáron Nyugat-Virginiában, ősszel és télen a Fraser torkolata közelében a leggyakoribb.

## Fordítás
Ez a szócikk részben vagy egészben  a   Dermocystidium című angol Wikipédia-szócikk ezen változatának fordításán alapul.  Az eredeti cikk szerkesztőit annak laptörténete sorolja fel. Ez a jelzés csupán a megfogalmazás eredetét és a szerzői jogokat jelzi, nem szolgál a cikkben szereplő információk forrásmegjelöléseként.